# Forces dels Valents (Síria)
Les Forces dels Valents, popularment conegudes com a Forces al-Sanadid (àrab: قوات الصناديد, Quwwāt aṣ-Ṣanādīd, ‘Forces dels Valents', ‘Forces dels Capdavanters'), és una milícia formada per la tribu àrab Xàmmar que lluiten contra l'Estat Islàmic a Síria. La tribu es troba a les regions de Til Koçer i Jazaa, al cantó de Cizire, a Rojava, i a l'Iraq. El color vermell a la bandera representa la sang, mentre que el groc representa la llum. Es fan dir «manifestants en la mort vermella».
Les Forces d'al-Sanadid estan vinculades al governador del districte de Cizire i cap tribal Hamidi Daham al-Hadi, també conegut com a Hmeidi Daham al-Jarba. El cap de les forces és el fill de Hamidi, Bandar al-Humaydi.

## Ideologia
L'objectiu de les forces d'Al-Sanadid és garantir l'autonomia i la seguretat de la tribu Shammar a la Governació d'Al-Hasakah, a més a més, del compomís de combatre el wahhabisme (una branca radical del sunnisme que pretén instaurar la seva versió de la Xaria, procedent d'Aràbia Saudita). Hamidi Daham al-Hadi també s'ha mostrat ambiciós
 quant a facilitar la ruptura de l'Aràbia Saudita, probablement amb l'objectiu de tornar a establir l'antic Emirat de Xàmmer (Emirat de Hail) i fer fora la Casa de Saud d'aràbia. D'altra banda, ni recolza ni s'oposa al règim baasista de Bashar al-Àssad.
La tribu Xàmmar generalment ha mantingut des del segle viii una bona relació de cooperació amb els kurds sirians. malgrat diverses disputes tribals. Durant la revolta de Qamishli, els Xàmmer sota Bandar al-Humaydi van ser l'única tribu de la Governació d'Al- Hasakah que es va negar a lluitar contra els manifestants kurds i a favor del govern. Com a resultat, quan les Forces d'Al-Sanadid es van crear, van manifestar explícitament el seu caràcter pro-kurd. Tant Hamidi Daham al-Hadi com el seu fill han mostrat repetidament la seva lleialtat i recolzament a les forces kurdes.

## Història
La milícia va participar juntament amb les YPG kurdes als enfrontaments a les zones rurals de la Governació d'al-Hasakah durant la primera meitat de 2015. És per això que, el 2 de maig de 2015, la seu de la milícia a Tell Hamis va ser atacada en un atac suicida.
A finals de 2015, es va unir a la Coalició Àrab Síria i a les Forces Democràtiques de Síria.